# Сражение при Темешваре
Сражение при Темешваре — последнее крупное сражение между австро-русскими войсками и венгерской революционной армией, произошедшее 9 августа 1849 года в районе Темешвара в ходе войны за независимость Венгрии 1848—1849 г.г.. В ходе сражения австро-русские войска Юлиуса Гайнау и Ф. С. Панютина нанесли поражение венгерской южной армии генерала Юзефа Бема.

## Перед сражением
После поражения в битве при Сёреге (5 августа) венгерская Южная армия преследовалась победоносной австрийской армией из района Сегедин до Темешвара. Пока итальянский легион под командованием Алессандро Монти прикрывал отступление разбитых венгров, 8 августа прежний командующий, Дембинский, по приказу Кошута был заменен генералом Юзефом Бемом. Дембинский организовал оборонительную позицию перед Темешваром, прежде чем 9 августа передать командование генералу Бему. Накануне венгерская армия была усилена прибывшей дивизией Дёрдя Кмети.
Утром венгерская армия ждала противника в оборонительном боевом порядке на широкой равнине перед Кляйнбетчкереком. Венгры располагали на поле битвы силами в 55 000 человек при 120 орудиях, но сами позиции были выбраны крайне неудачно. Венгры сосредоточили четыре корпуса (каждый по дивизионному составу) между ручьями Ньярад и Березгеш, для защиты было переброшено 108 орудий, которые должны были максимально задержать продвижение противника. Дивизия Кмети стала левым флангом у Закельхаузена, на северо-востоке находился 10-й корпус полковника Ласло Галя, генерал-майор Ричард Гюйон стоял в центре со своим 4-м корпусом и 9-м корпусом генерал-майора Аристида Дессевфи справа. Центр и левый фланг располагались в основном в лесах Чока и Вадаш.
С другой стороны, австрийский 1-й корпус Шлика получил накануне приказ прикрыть левое крыло армии имперского главнокомандующего Гайнау и с его авангардной дивизией наступить на Винга и перекрыть дорогу между Арадом и другой стороны Темешвар. Также на левом фланге IV корпус под командованием Лихтенштейна должен был занять деревни Годон и Мерцидорф , а затем проследовать прямо к Темешвару. Генерал фон Рамберг был посередине со своим III корпусом в Кляйнбетчкереке и Закельхаузене. Кавалерия генерал-майора фон Ледерера прикрывала правое крыло. Союзная русская дивизия под командованием генерала Панютина была оставлена Гайнау в качестве резерва за центром. Австро-русские войска могли собрать на поле боя около 28 000 человек и 350 орудий до прибытия подкрепления (прибыло только во второй половине дня, что увеличило их силы до 60 000).
После того, как утром генерал Бем появился в осадном корпусе у Темешвара и привез генералу Вечею инструкции для предстоящего сражения, он выехал на поле боя, где обе армии стояли друг против друга длинными вытянутыми линиями, а орудия уже открыли огонь.

## Сражение
Сражение началось в 8:30 утра 29 июля (9 августа) 1849 года, когда австрийская кавалерия под командованием Людвига Вальмодена столкнулась с венгерским арьергардным отрядом, и после короткой перестрелки венгры отступили к реке Ньярад. Русская дивизия Панютина и орудийный резерв были выдвинуты на боевой рубеж и строились справа от орудийного резерва на высотах Неубешенова; их на левом фланге прикрывала кавалерийская бригада Симбшена. Артиллерия Бема держала батальоны Гайнау на расстоянии, но затем понесла более тяжелые потери из-за усиленной австрийской канонады. Русская дивизия Панютина, устоявшая под огнем венгерской артиллерии, сыграла значительную роль. Против угрозы своему правому флангу со стороны венгерских гусар Гайнау предпринял успешную атаку тяжелой кавалерийской бригады генерал-майора Ледерера.
В это время на поле боя было 120 венгерских и 108 австрийских орудий. Артиллерийский бой вскоре прекратился, так как у венгров закончились боеприпасы. Гайнау понял это и приказал австрийцам двигаться вперед в надежде, что скоро прибудет подкрепление Лихтенштейна.
В 16:00 вмешавшийся корпус Лихтенштейна атаковал венгров в лоб на их правом фланге над Санктандрешем. Затем венгерской армии пришлось отступить в направлении ручья Ньярад. Генерал Бем приказал Кмети наступать на левом фланге, а сам двинулся на правый фланг, но упал с лошади и вывихнул ключицу, лишив всю венгерскую армию её командующего. Генерал Дессевфи тщетно пытался остановить атаку Лихтенштейна огнем из трех орудий, но 4-й и 9-й корпуса уже начали отход. Затем колонне Дессевфи также пришлось отступить, чтобы не быть отрезанной противником.
Австрийская армия сразу же бросилась вдогонку за венграми. Около 16:30 у Санктандреша 24 орудия из дивизии Герцингера подошли к окраине леса и уничтожили линию венгерских ополченцев, вооруженных косами. Армия Бема начала распадаться без особых боев, оставшиеся войска бежали в сторону Лугоша.  Венгерский генерал Мор Перцель прибыл к отступающему венгерскому арьергарду, чтобы вступить в бой с преследующей австрийской армией, пытаясь контратаковать Нойбешенову со своей 9-й дивизией, но затем также без боя отступил через Ньярад.

## Результаты
Кровавые потери в битве были невелики с обеих сторон: около 36 убитых и 172 раненых у имперцев и 500 человек у венгров, но последние потеряли свыше 6000 военнопленными и ещё больше дезертирами. Из почти 60-тысячной армии у Лугоша собрались едва ли 30 000 человек. Разгром «южной» группировки Юзефа Бема поставил в безвыходную ситуацию также и их «северную» группировку Гёргея, которая капитулировала 1 (13) августа 1849 года.